# Battaglia di Proctor's Creek
La battaglia di Proctor's Creek (conosciuta anche come battaglia di Drewry's Bluff o di Fort Darling) fu un episodio della campagna di Bermuda Hundred della guerra di secessione americana combattuta nel maggio 1864.

## La battaglia
Dopo essere stato sconfitto a Swift Creek e a Chester Station, il maggiore generale nordista Benjamin Butler si ritirò a Bermuda Hundred. Saputo che un'armata confederata guidata dal generale P.G.T. Beauregard si stava avvicinando, il 12 maggio 1864 Butler mosse contro di essa.
Il 16 maggio all'alba i sudisti attaccarono il fianco destro delle truppe nordiste. Dopo un violento combattimento i nordisti, demoralizzati, furono costretti a ritirarsi nuovamente a Bermuda Hundred.

## Conseguenze
La battaglia, che in tutto costò alle parti circa 6 600 morti e feriti, segnò la fine dell'offensiva di Butler contro Richmond.